# Sabrakamani
Sabrakamani (nome de Sá-Ré:Sbrk-Imn)  foi o 32º rei da Dinastia Napata do Reino de Cuxe, acredita-se que tenha reinado na primeira metade do século III a.C. 

## Evidências
A única evidência do reinado de Sabrakamani foi uma inscrição encontrada em Kawa, no templo Amon (Templo T), na passagem entre o Primeiro Pátio e o Salão Hipostilo, face S do lado N da passagem.  Sua filiação e relações familiares são desconhecidas. Seu lugar na cronologia relativa dos governantes de Cuxe advém da  menção de seu predecessor Irike-Piye-qo em sua inscrição. As sugestões sobre seu local de sepultamento são completamente hipotéticas: Dunham indica sua tumba em Jebel Barcal (Bar.) 7;  Hintze em Bar.14;  Wenig em Bar.15;  Hofmann  e Török os colocam na Bar.7. 
O nome de trono de Sabrakamani (H'-m-[N]p(t), "aparecido em Napata") foi aparentemente modelado no nome de Hórus assumido pela primeira vez por Piiê em sua ascensão ao trono em Napata e imitado séculos depois por Harsiotef e, em uma forma estendida, por Nastasen. A noção de "aparencido como rei" como base para um nome do trono é completamente incomum (em conexão com o nome de Sá-Ré, [por exemplo, Ity-nfr-Rc], no entanto, ocorreu em alguns nomes de trono do Reino Antigo e do Primeiro Período Intermediário)  e pode refletir uma certa ignorância por parte do(s) criador(es) da titularidade de Sabrakamani quanto às tradições e fundo conceitual da titularidade real.  